# Eberhard Kneisl
Eberhard Kneisl (ur. 12 maja 1916 w Sölden, zm. 26 grudnia 2008) – austriacki narciarz alpejski, dwukrotny medalista mistrzostw świata. 
Wziął udział w mistrzostwach świata w Innsbrucku w 1936 roku, zdobywając dwa medale. Najpierw zajął piąte miejsce w zjeździe, następnie wywalczył srebrny medal w slalomie. W zawodach tych rozdzielił swego rodaka, Rudolpha Matta i Rudolfa Romingera ze Szwajcarii. Ponadto w kombinacji zdobył brązowy medal, plasując się za Romingerem i kolejnym Szwajcarem Heinzem von Allmenem. Na rozgrywanych dwa lata później mistrzostwach świata w Engelbergu wystartował w zjeździe, ale nie ukończył rywalizacji. W slalomie już nie wystartował.
Brał też udział w igrzyskach olimpijskich w Sankt Moritz w 1948 roku, kończąc rywalizację w kombinacji na jedenastej pozycji, a w zjeździe był piętnasty.

## Osiągnięcia

### Igrzyska olimpijskie
| Miejsce | Dzień    | Rok  | Miejscowość  | Konkurencja | Czas biegu | Strata    | Zwycięzca      |
| ------- | -------- | ---- | ------------ | ----------- | ---------- | --------- | -------------- |
| 15.     | 2 lutego | 1948 | Sankt Moritz | Zjazd       | 2:55,0     | +13,3     | Henri Oreiller |
| 11.     | 4 lutego | 1948 | Sankt Moritz | Kombinacja  | 3,27 pkt   | +9,09 pkt | Henri Oreiller |

### Mistrzostwa świata
| Miejsce | Dzień     | Rok  | Miejscowość | Konkurencja | Czas biegu | Strata    | Zwycięzca       |
| ------- | --------- | ---- | ----------- | ----------- | ---------- | --------- | --------------- |
| 5.      | 21 lutego | 1936 | Innsbruck   | Zjazd       | 4:29,8     | +23,0     | Rudolf Rominger |
| 2.      | 22 lutego | 1936 | Innsbruck   | Slalom      | 2:18,1     | +0,5      | Rudolph Matt    |
| 3.      | 22 lutego | 1936 | Innsbruck   | Kombinacja  | 443,4 pkt  | +18,5 pkt | Rudolf Rominger |
| DNF     | 5 marca   | 1938 | Engelberg   | Zjazd       | 3:17,8     | -         | James Couttet   |